# گوین توان آن
گوین توان آن (انگلیسی: Nguyễn Tuấn Anh؛ زادهٔ ۱۶ مهٔ ۱۹۹۵) یک بازیکن فوتبال اهل ویتنام است. وی همچنین در تیم ملی فوتبال ویتنام بازی کرده‌است.